# Karlheinz Spielmann
Karlheinz Spielmann (* 17. April 1908 in Schweinsberg, Kreis Marburg; † 19. Mai 1980 in Dortmund) war ein deutscher Jurist, Leutnant der Luftwaffe, Wirtschaftsführer und ehrenamtlicher Vertreter von Bürgerinteressen.

## Leben
Spielmann studierte nach dem Abitur von 1927 bis 1931 Rechts- und Staatswissenschaft an der Universität Marburg. Hier schloss er sich dem Corps Irminsul Marburg an, dessen Mitglied er zeitlebens geblieben ist. Für seine Arbeit über die Geschichte der Hexenprozesse in Hessen-Kassel erhielt er 1930 den ersten Preis seiner Fakultät. Die erste juristische Staatsprüfung bestand er 1931 und wurde im selben Jahr vor der juristischen Fakultät der Universität Marburg mit der Arbeit Rechtsnatur und Behandlung der Inhaberpapierobligation zum Dr. jur. utr. (Doktor beider Rechte) promovierte. In der Ausbildungszeit an Gerichten von 1932/1933 schied er nach Differenzen mit seinem ausbildenden Richter aus dem Staatsdienst aus. Danach begann er einen Berufsweg im Reichsnährstand Kurmark und avancierte zum Vorstandsvorsitzenden der größten deutschen Zuckerraffinerie in Stettin.
Im Zweiten Weltkrieg wurde Spielmann als Leutnant der Luftwaffe schwer verwundet. Als verwundeter Soldat vereitelte er Ende März/Anfang April 1945, dass die historische Weinstadt Iphofen in Unterfranken zur verteidigungsbereiten Festung erklärt wurde, und ermöglichte so, dass die Stadt durch Einrichtung von Lazaretten als „offene Lazarettstadt“ vor der Zerstörung bewahrt blieb. Nach Rückkehr aus der Gefangenschaft im Jahr 1946 gründete er einen Fabrikationsbetrieb nebst einer Lebensmittelgroßhandlung mit Filialbetrieb im Ruhrgebiet. 1949 verlegte er seine Geschäftstätigkeit nach Dortmund. Neben seiner wirtschaftlichen Tätigkeit übernahm er eine Reihe ehrenamtlicher Aufgaben, bis er sich 1958 aus gesundheitlichen Gründen aus dem Geschäftsleben zurückzog. Am 10. Oktober 1961 verlieh ihm die Stadt Iphofen durch Ratsbeschluss die Ehrenbürgerrechte in Würdigung seines couragierten und entschlossenen Einsatzes, ihre historischen Bauwerke bei Kriegsende im Jahr 1945 vor der Zerstörung zu schützen. Am kommunalpolitischen Geschehen der Stadt nahm er weiterhin Anteil. Zu seinen Ehren wurde die Volksschule in Iphofen „Dr.-Karlheinz-Spielmann-Volksschule“ benannt. Außerdem trägt eine Straße seinen Namen.
Im Jahr 1963 war Spielmann Mitgründer des Vereins zur Förderung von Studentenwohnheimen und von 1966 bis 1968 der 1. Vorsitzende. 1965 erschien seine umfangreiche Dokumentation „Ehrenbürger und Ehrungen“ in 3. wesentlich erweiterten Auflage mit Ergänzung bis dahin unbekannter Fakten zur Zeitgeschichte (Bände 1–2, Dortmund 1967; 4. Ergänzung, Dortmund 1971). 1968 gründete er den Verein gegen den parlamentarischen und bürokratischen Missbrauch mit Sitz in Dortmund, der als gemeinnützig anerkannt wurde. Ab 1969 war er Vorstandsmitglied im Weltbund zum Schutz des Lebens (WSL), legte aber seine Ämter dort 1972 nieder, um sich nur noch dem weiteren Aufbau des Vereins gegen den parlamentarischen und bürokratischen Missbrauch zu widmen. Im Namen des Vereins gab er in regelmäßiger Folge die Zeitung „Heiße Eisen“ heraus. Im Verein gegen den parlamentarischen und bürokratischen Missbrauch führte er von 1968 bis 1978 den Vorsitz. Er verstand sich als „Volksanwalt“ und vertrat die Interessen zahlreicher Bürger, die sich in ihren Rechten verletzt fühlten. Für den Vereinsvorsitz hatte ihm der Amtsgerichtspräsident in Dortmund die Erlaubnis zur Besorgung fremder Rechtsangelegenheiten einschließlich Rechtsberatung nach dem Rechtsberatungsgesetz erteilt. Während seiner 10-jährigen Tätigkeit als Vorsitzender des von ihm gegründeten und als gemeinnützig anerkannten Vereins gegen den parlamentarischen und bürokratischen Missbrauch war Spielmann bestrebt, den Bürger vor aus seiner Sicht überspitzter Bürokratie und überzogenem öffentlichen Handeln zu schützen. Er sah sich als engagierter Verfechter demokratischer Grundsätze und widmete sich seinen Aufgaben uneigennützig. Er leistete seine zeitlich aufwendige Arbeit ohne finanzielle Entschädigung. Sein Bemühen, Bürger vor möglicher staatlicher und bürokratischer Willkür zu schützen, fand nicht nur in der Bevölkerung, sondern auch in öffentlichen Institutionen Anerkennung.
Bereits am 3. Juli 1973 erhielt Spielmann das Bundesverdienstkreuz 1. Klasse des Verdienstordens der Bundesrepublik Deutschland in Würdigung seines Einsatzes für die soziale und wirtschaftliche Eingliederung gewerbetreibender Flüchtlinge und Vertriebener sowie in Anerkennung der von ihm verfassten Dokumentation „Ehrenbürger und Ehrungen in Geschichte und Gegenwart“. Für seine Arbeit im Verein gegen den parlamentarischen und bürokratischen Missbrauch wurde ihm neben den vorerwähnten Auszeichnungen vom Bundespräsidenten das Große Verdienstkreuz des Verdienstordens der Bundesrepublik Deutschland verliehen. Die Ordensinsignien überreichte ihm der Oberbürgermeister der Stadt Dortmund am 18. Mai 1979.
Den Verein liquidierte der schwer erkrankte Vereinsgründer Karlheinz Spielmann zum 31. Dezember 1978, nachdem sein designierter Nachfolger Otto Schubert aus Gießen verstorben war und kein anderer geeigneter Nachfolger zur Verfügung stand. Den Aktenbestand des Vereins gegen parlamentarischen und bürokratischen Missbrauch übernahm nach der Vereinsauflösung das Stadtarchiv Dortmund.
Am 9. Februar 1979 heftete Karlheinz Spielmann dem Dortmunder Oberbürgermeister Günter Samtlebe das Ehrenkreuz seines inzwischen aufgelösten Vereins gegen den parlamentarischen und bürokratischen Missbrauch an den Rockaufschlag. Dieser nahm die Auszeichnung mit den Worten entgegen: „Hätte ich nicht dieses Amt, würde ich Ähnliches tun, wie Sie es zehn Jahre lang praktiziert haben.“
Karlheinz Spielmann verstarb am 19. Mai 1980 in Dortmund. Seine Urnenbeisetzung erfolgte später in einem Ehrengrab in Iphofen.

## Belege
1. ↑  Nachruf in der Westfälischen Rundschau vom 24. Mai 1980.
2. ↑  Diese und nachfolgende Daten und Angaben sind durch den Aktenbestand 452 des Archivs der Stadt Dortmund und des Archivs der Stadt Iphofen belegt.
3. ↑  Dr.-Karlheinz-Spielmann-GS / MS Iphofen. In: vs-iphofen.de. Archiviert vom Original am 10. November 2014.
4. ↑  Pressedienst der Stadt Dortmund vom 18. Mai 1979, Blatt 442.
5. ↑  Übernahmevertrag der Stadt Dortmund aus Dezember 1978 mit dem Aktenzeichen 15. 01.01.
6. ↑  Westdeutsche Allgemeine Zeitung Nr. 34 vom 9. Februar 1979 mit Foto

| Personendaten    | Personendaten               |
| ---------------- | --------------------------- |
| NAME             | Spielmann, Karlheinz        |
| KURZBESCHREIBUNG | deutscher Jurist            |
| GEBURTSDATUM     | 17. April 1908              |
| GEBURTSORT       | Schweinsberg, Kreis Marburg |
| STERBEDATUM      | 19. Mai 1980                |
| STERBEORT        | Dortmund                    |